# Ligue des champions de la CONCACAF 2011-2012
Navigation
Édition précédente Édition suivante
La Ligue des champions de la CONCACAF 2011-2012 est la quatrième édition de cette compétition. Cependant, c'est la 47e fois que les clubs de la confédération se disputent le titre de leader de la CONCACAF.
Le vainqueur représentera la CONCACAF à la Coupe du monde de football des clubs 2012.

## Participants
Un total de 24 équipes provenant d'un maximum de 13 nations participent au tournoi. Elles proviennent des zones Amérique du Nord, Amérique Centrale et Caraïbes de la CONCACAF. Cependant, à la suite des problèmes des tournois précédents, des règles de disqualification et de substitution ont été édictées pour les cas où une équipe ne disposerait pas d'un stade jugé convenable.
- Amérique centrale: 12 clubs peuvent se qualifier. Si un ou plusieurs clubs sont disqualifiés, ils seront remplacés par un club d'une autre fédération centre-américaine, choisie sur la base des résultats du tournoi précédent.
- Caraïbes: Si un des trois clubs est disqualifié, il sera remplacé par le club suivant au classement du Championnat de la CFU des clubs.

Ainsi, lors de cette saison, les disqualifications et ré-allocations de places suivantes ont été effectuées:
- Le 17 mai 2011, la CONCACAF a annoncé que le club du Belize, le Defence Force, avait perdu sa place en phase de qualification car il ne pouvait répondre aux exigences relatives à la conformité des stades. Le Honduras a ainsi recueilli une place supplémentaire[2].

Le tableau des clubs qualifiés est donc le suivant :
| Nation            | Club                  | Raison de qualification                                         |
| Phase de Groupe   |                       |                                                                 |
| Mexique           | CF Monterrey          | Vainqueur du Tournoi Apertura 2010.                             |
| Mexique           | Pumas UNAM            | Vainqueur du Tournoi Clausura 2011.                             |
| États-Unis        | Colorado Rapids       | Vainqueur de la MLS Cup 2010.                                   |
| États-Unis        | Los Angeles Galaxy    | Vainqueur du MLS Supporters' Shield 2010.                       |
| Costa Rica        | LD Alajuelense        | Vainqueur du Tournoi Apertura 2010 et du Tournoi Clausura 2011. |
| Honduras          | Real España           | Vainqueur du Tournoi Apertura 2010.                             |
| Guatemala         | CSD Comunicaciones    | Vainqueur du Tournoi Apertura 2010 et du Tournoi Clausura 2011. |
| Panama            | Tauro FC              | Vainqueur du Tournoi Apertura 2010.                             |
| Tour préliminaire |                       |                                                                 |
| Mexique           | Santos Laguna         | Finaliste du Tournoi Apertura 2010.                             |
| Mexique           | CA Monarcas Morelia   | Finaliste du Tournoi Clausura 2011.                             |
| États-Unis        | FC Dallas             | Finaliste de la MLS Cup 2010.                                   |
| États-Unis        | Seattle Sounders FC   | Vainqueur de la US Open Cup 2010.                               |
| Costa Rica        | CS Herediano          | Finaliste du Tournoi Apertura 2010.                             |
| Honduras          | CD Motagua            | Vainqueur du Tournoi Clausura 2011.                             |
| Honduras          | CD Olimpia            | Finaliste du Tournoi Apertura 2010 et du Tournoi Clausura 2011. |
| Guatemala         | CSD Municipal         | Finaliste du Tournoi Apertura 2010 et du Tournoi Clausura 2011. |
| Panama            | San Francisco FC      | Vainqueur du Tournoi Clausura 2011.                             |
| Salvador          | Isidro-Metapan        | Vainqueur du Tournoi Apertura 2010.                             |
| Salvador          | Alianza FC            | Vainqueur du Tournoi Clausura 2011.                             |
| Canada            | Toronto FC            | Champion du Canada 2011.                                        |
| Nicaragua         | Real Estelí           | Champion du Nicaragua 2010-2011.                                |
| Caraïbes          | Puerto Rico Islanders | Champion des caraïbes 2011.                                     |
| Caraïbes          | Tempête FC            | Second du championnat des caraïbes 2011.                        |
| Caraïbes          | Alpha United FC       | Troisième du championnat des caraïbes 2011.                     |

## Calendrier
| Tour                     | Nom                           | Date aller                                  | Date retour                                         | Équipes participantes | Équipes restantes |
| Tour préliminaire (2011) |                               |                                             |                                                     |                       |                   |
| 1                        | Tour préliminaire             | 26 - 28 juillet                             | 2 - 4 août                                          | 16                    | 24 à 16           |
| Phase de groupes (2011)  |                               |                                             |                                                     |                       |                   |
| 1-6                      | Journée 1 Journée 2 Journée 3 | 16 - 18 août 23 - 25 août 13 - 15 septembre | 18 - 20 octobre 20 - 22 septembre 27 - 29 septembre | 16                    | 16 à 8            |
| Phase finale (2012)      |                               |                                             |                                                     |                       |                   |
| 1                        | Quarts de finale              | 6 - 8 mars                                  | 13 - 15 mars                                        | 8                     | 8 à 4             |
| 2                        | Demi-finale                   | 27 - 29 mars                                | 3 - 5 avril                                         | 4                     | 4 à 2             |
| 3                        | Finale                        | 17 - 19 avril                               | 24 - 26 avril                                       | 2                     | 2 à 1             |

Les tirages sont équilibrés à l'aide de pots défini comme ceci :
| Tour préliminaire |                     |                       |                 |
| Pot 1             | Pot 1               | Pot 2                 | Pot 2           |
| Santos Laguna     | CA Monarcas Morelia | CSD Municipal         | Alianza FC      |
| FC Dallas         | Seattle Sounders FC | San Francisco FC      | Real Estelí     |
| CS Herediano      | CD Motagua          | CD Olimpia            | Tempête FC      |
| Isidro-Metapan    | Toronto FC          | Puerto Rico Islanders | Alpha United FC |
| Phase de groupe   |                     |                       |                 |
| Pot 1             | Pot 1               | Pot 2                 | Pot 2           |
| CF Monterrey      | Pumas UNAM          | LD Alajuelense        | Real España     |
| Colorado Rapids   | Los Angeles Galaxy  | CSD Comunicaciones    | Tauro FC        |

## Tour préliminaire
Le tirage au sort a eu lieu le 18 mai 2011 à New York.
| Pays | Club                | Aller | Retour | Club                  | Pays | Commentaire        |
|      | CD Motagua          | 4-0   | 0-2    | CSD Municipal         |      |                    |
|      | CA Monarcas Morelia | 5-0   | 2-0    | Tempête FC            |      |                    |
|      | Isidro-Metapan      | 2-0   | 1-3    | Puerto Rico Islanders |      |                    |
|      | Santos Laguna       | 3-1   | 1-2    | CD Olimpia            |      |                    |
|      | Alianza FC          | 0-1   | 0-1    | FC Dallas             |      |                    |
|      | Toronto FC          | 2-1   | 2-1    | Real Estelí           |      |                    |
|      | San Francisco FC    | 1-0   | 0-1    | Seattle Sounders FC   |      | Prolongation : 0-1 |
|      | CS Herediano        | 8-0   | 2-2    | Alpha United FC       |      |                    |

## Phase de groupes

### Groupe A
| Rang | Équipe              | Pts | J | G | N | P | Bp | Bc | Diff |
| ---- | ------------------- | --- | - | - | - | - | -- | -- | ---- |
| 1    | Los Angeles Galaxy  | 12  | 6 | 4 | 0 | 2 | 8  | 4  | +4   |
| 2    | CA Monarcas Morelia | 12  | 6 | 4 | 0 | 2 | 11 | 5  | +6   |
| 3    | LD Alajuelense      | 12  | 6 | 4 | 0 | 2 | 8  | 6  | +2   |
| 4    | CD Motagua          | 0   | 6 | 0 | 0 | 6 | 2  | 14 | -12  |

| Résultats (▼dom., ►ext.) |     |     |     |     |
| LD Alajuelense           |     | 1-0 | 1-0 | 1-0 |
| Los Angeles Galaxy       | 2-0 |     | 2-1 | 2-0 |
| CA Monarcas Morelia      | 2-1 | 2-1 |     | 4-0 |
| CD Motagua               | 2-4 | 0-1 | 0-2 |     |

### Groupe B
| Rang | Équipe          | Pts | J | G | N | P | Bp | Bc | Diff |
| ---- | --------------- | --- | - | - | - | - | -- | -- | ---- |
| 1    | Santos Laguna   | 13  | 6 | 4 | 1 | 1 | 16 | 6  | +10  |
| 2    | Isidro-Metapan  | 9   | 6 | 3 | 0 | 3 | 10 | 15 | -5   |
| 3    | Colorado Rapids | 7   | 6 | 2 | 1 | 3 | 9  | 12 | -3   |
| 4    | Real España     | 5   | 6 | 1 | 2 | 3 | 9  | 11 | -2   |

| Résultats (▼dom., ►ext.) |     |     |     |     |
| Colorado Rapids          |     | 3-2 | 1-2 | 1-4 |
| Isidro-Metapan           | 1-3 |     | 3-2 | 2-0 |
| Real España              | 1-1 | 1-2 |     | 1-1 |
| Santos Laguna            | 2-0 | 6-0 | 3-2 |     |

### Groupe C
| Rang | Équipe     | Pts | J | G | N | P | Bp | Bc | Diff |
| ---- | ---------- | --- | - | - | - | - | -- | -- | ---- |
| 1    | Pumas UNAM | 11  | 6 | 3 | 2 | 1 | 8  | 2  | +6   |
| 2    | Toronto FC | 10  | 6 | 3 | 1 | 2 | 7  | 7  | 0    |
| 3    | FC Dallas  | 7   | 6 | 2 | 1 | 3 | 6  | 11 | -5   |
| 4    | Tauro FC   | 5   | 6 | 1 | 2 | 3 | 7  | 8  | -1   |

| Résultats (▼dom., ►ext.) |     |     |     |     |
| FC Dallas                |     | 0-2 | 1-1 | 0-3 |
| Pumas UNAM               | 0-1 |     | 1-0 | 4-0 |
| Tauro FC                 | 5-3 | 0-0 |     | 1-2 |
| Toronto FC               | 0-1 | 1-1 | 1-0 |     |

### Groupe D
| Rang | Équipe              | Pts | J | G | N | P | Bp | Bc | Diff |
| ---- | ------------------- | --- | - | - | - | - | -- | -- | ---- |
| 1    | CF Monterrey        | 12  | 6 | 4 | 0 | 2 | 11 | 4  | +7   |
| 2    | Seattle Sounders FC | 10  | 6 | 3 | 1 | 2 | 10 | 7  | +3   |
| 3    | CSD Comunicaciones  | 7   | 6 | 2 | 1 | 3 | 8  | 13 | -5   |
| 4    | CS Herediano        | 6   | 6 | 2 | 0 | 4 | 6  | 11 | -5   |

| Résultats (▼dom., ►ext.) |     |     |     |     |
| CSD Comunicaciones       |     | 2-0 | 1-0 | 2-2 |
| CS Herediano             | 4-1 |     | 0-5 | 1-2 |
| CF Monterrey             | 3-1 | 1-0 |     | 0-1 |
| Seattle Sounders FC      | 4-1 | 0-1 | 1-2 |     |

## Phase finale
Pour les quarts de finale, les premiers de chaque groupe ne peuvent pas s'affronter. Les équipes issues du même groupe ou de la même nation, ne peuvent pas jouer l'une contre l'autre en quarts de finale. Cependant, étant donné que trois des quatre clubs mexicains ont fini premier de leur groupe et que le Los Angeles Galaxy ne peut affronter le CA Monarcas Morelia qui est issu du même groupe de qualification, il y aura forcément une confrontation cent pour cent mexicaine en quarts de finale.
| Phase de groupe    |              |                     |                     |
| Pot 1              | Pot 1        | Pot 2               | Pot 2               |
| Santos Laguna      | CF Monterrey | Seattle Sounders FC | Isidro-Metapan      |
| Los Angeles Galaxy | Pumas UNAM   | Toronto FC          | CA Monarcas Morelia |

### Tableau
|  |                             |                              |               |               |               |   |   |                                |              |            |            |            |  |  |        |        |        |        |        |  |  |
|  | 1/4 de finale               | 1/4 de finale                | 1/4 de finale | 1/4 de finale | 1/4 de finale |   |   | 1/2 finale                     | 1/2 finale   | 1/2 finale | 1/2 finale | 1/2 finale |  |  | Finale | Finale | Finale | Finale | Finale |  |  |
|  | 6 mars 2012 et 13 mars 2012 |                              |               |               |               |   |   |                                |              |            |            |            |  |  |        |        |        |        |        |  |  |
|  |                             |                              |               |               |               |   |   |                                |              |            |            |            |  |  |        |        |        |        |        |  |  |
|  | CF Monterrey                |                              | 3             | 4             |               |   |   |                                |              |            |            |            |  |  |        |        |        |        |        |  |  |
|  | CF Monterrey                | 28 mars 2012 et 4 avril 2012 | 3             | 4             |               |   |   |                                |              |            |            |            |  |  |        |        |        |        |        |  |  |
|  | CA Monarcas Morelia         |                              | 1             | 1             |               |   |   |                                |              |            |            |            |  |  |        |        |        |        |        |  |  |
|  | CA Monarcas Morelia         | CF Monterrey                 | 1             | 1             |               | 3 | 1 |                                |              |            |            |            |  |  |        |        |        |        |        |  |  |
|  | 8 mars 2012 et 15 mars 2012 | CF Monterrey                 |               |               |               | 3 | 1 |                                |              |            |            |            |  |  |        |        |        |        |        |  |  |
|  |                             |                              | Pumas UNAM    |               | 0             | 1 |   |                                |              |            |            |            |  |  |        |        |        |        |        |  |  |
|  | Pumas UNAM                  |                              | Pumas UNAM    | 1             | 0             | 1 | 8 |                                |              |            |            |            |  |  |        |        |        |        |        |  |  |
|  | Pumas UNAM                  |                              |               | 1             |               |   | 8 | 18 avril 2012 et 25 avril 2012 |              |            |            |            |  |  |        |        |        |        |        |  |  |
|  | Isidro-Metapan              |                              | 2             | 0             |               |   |   |                                |              |            |            |            |  |  |        |        |        |        |        |  |  |
|  | Isidro-Metapan              |                              |               |               |               |   |   |                                | CF Monterrey |            | 2          | 1          |  |  |        |        |        |        |        |  |  |
|  | 7 mars 2012 et 14 mars 2012 |                              |               |               |               |   |   |                                | CF Monterrey |            | 2          | 1          |  |  |        |        |        |        |        |  |  |
|  |                             | Santos Laguna                |               | 0             | 2             |   |   |                                |              |            |            |            |  |  |        |        |        |        |        |  |  |
|  | Los Angeles Galaxy          | Santos Laguna                |               | 0             | 2             | 2 | 1 |                                |              |            |            |            |  |  |        |        |        |        |        |  |  |
|  | Los Angeles Galaxy          | 28 mars 2012 et 4 avril 2012 |               |               |               | 2 | 1 |                                |              |            |            |            |  |  |        |        |        |        |        |  |  |
|  | Toronto FC                  |                              | 2             | 2             |               |   |   |                                |              |            |            |            |  |  |        |        |        |        |        |  |  |
|  | Toronto FC                  | Toronto FC                   | 2             | 2             |               | 1 | 2 |                                |              |            |            |            |  |  |        |        |        |        |        |  |  |
|  | 7 mars 2012 et 14 mars 2012 | Toronto FC                   |               |               |               | 1 | 2 |                                |              |            |            |            |  |  |        |        |        |        |        |  |  |
|  |                             |                              | Santos Laguna |               | 1             | 6 |   |                                |              |            |            |            |  |  |        |        |        |        |        |  |  |
|  | Santos Laguna               |                              | Santos Laguna | 1             | 1             | 6 | 6 |                                |              |            |            |            |  |  |        |        |        |        |        |  |  |
|  | Santos Laguna               |                              |               | 1             |               |   | 6 |                                |              |            |            |            |  |  |        |        |        |        |        |  |  |
|  | Seattle Sounders FC         |                              | 2             | 1             |               |   |   |                                |              |            |            |            |  |  |        |        |        |        |        |  |  |
|  | Seattle Sounders FC         |                              | 2             | 1             |               |   |   |                                |              |            |            |            |  |  |        |        |        |        |        |  |  |

### Quarts de finale
| Pays | Club               | Aller | Retour | Club                | Pays | Commentaire |
|      | CF Monterrey       | 3-1   | 4-1    | CA Monarcas Morelia |      |             |
|      | Pumas UNAM         | 1-2   | 8-0    | Isidro-Metapan      |      |             |
|      | Los Angeles Galaxy | 2-2   | 1-2    | Toronto FC          |      |             |
|      | Santos Laguna      | 1-2   | 6-1    | Seattle Sounders FC |      |             |

### Demi-finales
| Pays | Club         | Aller | Retour | Club          | Pays | Commentaire |
|      | CF Monterrey | 3-0   | 1-1    | Pumas UNAM    |      |             |
|      | Toronto FC   | 1-1   | 2-6    | Santos Laguna |      |             |

### Finale
| Match aller   | CF Monterrey                            | 2:0   | Santos Laguna | Stade Tecnológico Monterrey, Mexique                                                                             | |
| 18 avril 2012 | Humberto Suazo 60e · Humberto Suazo 86e | (0:0) |               | Spectateurs : 29 300 Arbitrage : Francisco Chacón Marvin Torrentera (a) Marcos Quintero (a) Ricardo Arellano (q) | Spectateurs : 29 300 Arbitrage : Francisco Chacón Marvin Torrentera (a) Marcos Quintero (a) Ricardo Arellano (q) |
| 18 avril 2012 | Rapport                                 |       |               | Spectateurs : 29 300 Arbitrage : Francisco Chacón Marvin Torrentera (a) Marcos Quintero (a) Ricardo Arellano (q) | Spectateurs : 29 300 Arbitrage : Francisco Chacón Marvin Torrentera (a) Marcos Quintero (a) Ricardo Arellano (q) |

| Match retour  | Santos Laguna                          | 2:1   | CF Monterrey     | Stade Corona Torreón, Mexique                                                                                       | |
| 25 avril 2012 | Daniel Ludueña 45e · Oribe Peralta 50e | (1:0) | Neri Cardozo 82e | Spectateurs : 28 000 Arbitrage : Roberto García Orozco José Luis Camargo (a) Alberto Morín (a) Mauricio Morales (q) | Spectateurs : 28 000 Arbitrage : Roberto García Orozco José Luis Camargo (a) Alberto Morín (a) Mauricio Morales (q) |
| 25 avril 2012 | Rapport                                |       |                  | Spectateurs : 28 000 Arbitrage : Roberto García Orozco José Luis Camargo (a) Alberto Morín (a) Mauricio Morales (q) | Spectateurs : 28 000 Arbitrage : Roberto García Orozco José Luis Camargo (a) Alberto Morín (a) Mauricio Morales (q) |

| Champion de la CONCACAF 2012 |
| ---------------------------- |
| CF Monterrey Deuxième Titre  |

## Buteurs
| Rang | Nom             | Équipe         | Buts |
| 1    | Humberto Suazo  | CF Monterrey   | 7    |
| 1    | Oribe Peralta   | Santos Laguna  | 7    |
| 3    | Jorge Barbosa   | CS Herediano   | 6    |
| 3    | Joao Plata      | Toronto FC     | 6    |
| 3    | Herculez Gomez  | Santos Laguna  | 6    |
| 6    | Darío Carreño   | CF Monterrey   | 5    |
| 6    | Ryan Johnson    | Toronto FC     | 5    |
| 6    | Cristian Suárez | Santos Laguna  | 5    |
| 9    | Carlos Quintero | Santos Laguna  | 4    |
| 9    | Paolo Suárez    | Isidro Metapán | 4    |
| 9    | Eduardo Herrera | Pumas UNAM     | 4    |
| 9    | Martin Bravo    | Pumas UNAM     | 4    |
| 9    | Aldo de Nigris  | CF Monterrey   | 4    |
| 14   | 13 joueurs      | 13 joueurs     | 3    |
| 27   | 29 joueurs      | 29 joueurs     | 2    |
| 56   | 74 joueurs      | 74 joueurs     | 1    |